# 瓦尔库尔
瓦尔库尔（法語：Walcourt，法語發音：[walkuʁ] ⓘ），又称瓦勒库尔，是比利时瓦隆大区那慕爾省菲利普维尔区的一座城市，西与埃諾省接壤，通行法语，是比利时法语社群的一部分，面积123.18平方千米，人口18,376人（2018年1月1日）。